# لامبرتو زانیر

لامبرتو زانیر (به ایتالیایی: Lamberto Zannier) (زاده ۱۵ ژوئن ۱۹۵۴) یک دیپلمات ایتالیایی است

## زندگی‌نامه
او کمیسر عالی سازمان امنیت و همکاری اروپا در امور اقلیت‌های ملی بود و پیش از آن به عنوان دبیرکل OSCE (سازمان امنیت و همکاری در اروپا) خدمت می‌کرد.
پیش از این، از ژوئن ۲۰۰۸ تا ژوئن ۲۰۱۱، زانیر به عنوان نماینده ویژه سازمان ملل متحد برای کوزوو و رئیس مأموریت اداره موقت سازمان ملل متحد در کوزوو (UNMIK)، با درجه معاون دبیرکل سازمان ملل متحد بود. او در ژوئن ۲۰۰۸ توسط بان کی مون دبیرکل سازمان ملل متحد به این سمت منصوب شد.
زانیر تقریباً ۴۰ سال برای سرویس خارجی ایتالیا خدمت کرده‌است. او قبل از انتصاب به عنوان نماینده ویژه دبیرکل سازمان ملل متحد برای کوزوو، نقش اصلی را در وزارت امور خارجه ایتالیا به عنوان هماهنگ‌کننده سیاست خارجی اتحادیه اروپا و هماهنگ‌کننده مسائل امنیتی و دفاعی اتحادیه اروپا ایفا کرد. او بین سال‌های ۲۰۰۲ تا ۲۰۰۶ مدیر مرکز پیشگیری از درگیری سازمان امنیت و همکاری اروپا در وین بود. در این سمت، او بیش از ۲۰ عملیات میدانی غیرنظامی را در اروپا و آسیای مرکزی مدیریت کرد.
وی از سال ۲۰۰۰ تا ۲۰۰۲ به عنوان نماینده ایتالیا در شورای اجرایی سازمان منع سلاح‌های شیمیایی در لاهه خدمت کرد. از سال ۱۹۹۷ تا ۱۹۹۹، او رئیس مذاکرات در مورد انطباق با معاهده نیروهای مسلح متعارف در اروپا بود. وی از سال ۱۹۹۱ تا ۱۹۹۷ به عنوان رئیس خلع سلاح، کنترل تسلیحات و امنیت تعاونی در سازمان پیمان آتلانتیک شمالی خدمت کرد. او پیش از این در رم، ابوظبی و وین خدمت می‌کرد که عمدتاً در امور چندجانبه و امنیتی تخصص داشت. او چندین مقاله در زمینه مسائل امنیتی، پیشگیری از درگیری و مدیریت بحران تألیف کرده‌است. او به‌طور معمول دروس و کنفرانس‌هایی در مورد روابط بین‌الملل و امنیت بین‌المللی برگزار می‌کند.